# Potamos Manikiatis
Potamos Manikiatis este o arie protejată (sit de importanță comunitară — SCI) din Grecia întinsă pe o suprafață de 163,25 ha, integral pe uscat.

## Localizare
Centrul sitului Potamos Manikiatis este situat la coordonatele 38°32′44″N 24°03′53″E / 38.54555°N 24.064607°E.

## Înființare
Situl Potamos Manikiatis a fost declarat arie specială de conservare în baza directivei 92/43 din 1992 referitoare la conservarea habitatelor naturale și a faunei și florei sălbatice pentru a proteja 1 specie de animale.

## Biodiversitate
Situată în ecoregiunea mediteraneană, aria protejată nu include niciun habitat protejat.
La baza desemnării sitului se află o specie protejată de  pești: Barbus euboicus.